# Stepan Vorotilov
Stepan Andreevici Vorotilov (în rusă Степан Андpеевич Воpотилов; n. 1741 lângă Kostroma, Rusia - d. 1792 la Kostroma, Rusia) a fost un arhitect rus. Născut într-o familie din mica burghezie, el a avut mai multe meserii dar a învățat singur arhitectura, ajungând la vârsta de 30 de ani să proiecteze clădiri și chiar ansambluri urbanistice. A lucrat mai mult în Kostroma, dar a executat lucrări și în alte orașe a ale Rusiei ca Iaroslavl și Reazan. Printre lucrările sale cele mai însemnate este construcția complexului Gostinîi dvor din Kostroma.